# Данило Мних
Дани́ло Мни́х (XI — початок XII ст.) — ігумен родом з Чернігівщини. Автор опису подорожі до Святої землі — Палестини в 1106 — 1107 роках, невдовзі опісля першого хрестового походу. Жив при дворі Балдуїна, разом з лицарями подорожував по містах, які контролювали хрестоносці, вів переговори про участь у хрестоносному русі норвезького короля Сігурда. Відомо понад 100 списків його твору під назвами «Хожденіє», «Странник», «Паломник» та інших. Він був одним із найпоширеніших в давньому українському письменстві. Поряд з елементами географії, економічного опису цей твір містить численні оповідання про святі місця, взяті з Біблії, легенд і апокрифів. Твір перейнятий виразно виявленим патріотизмом автора.